# Huset Bourbon

Ätten Bourbons släktvapen

Huset Bourbon kallas den konungaätt som regerar i Spanien, och som först besteg tronen i och med att Filip V, sonson till Ludvig XIV av Frankrike, blev kung av Spanien år 1700. Den regerar också i Luxemburg sedan Jean av Luxemburg tillträdde 1964. Andra grenar av ätten har tidigare även regerat i Frankrike och delar av nuvarande Italien.
Nuvarande huset Bourbon, som är ett av de yngre husen Bourbon, är en gren av capetingiska huset, genom Filip III av Frankrikes bror, Robert, greve av Clermont, som gifte sig med Beatrix, en dotterdotter till Archembaud VII, den siste hertigen av äldre huset Bourbon, och vars anspråk på den bourbonska titulaturen ett flertal gånger har förts vidare genom kvinnoled. Den förste kungen av Frankrike från detta hus var Henrik IV av Frankrike (1553–1610), son till hertigen av Vendome och drottning Johanna III av Navarra.

## Historik
Namnet kommer av stamborgen Bourbon l'Archambault i Bourbon-l'Archambault i mellersta Frankrike. Första huset Bourbon, grevarna av Bourbon, är känt sedan 900-talet. De var då baroner direkt under franska kronan. Ättens huvudmän bar namnen Aimon och Archembaud. Då Archembaud V (död 1171) inte efterlämnade några manliga arvingar, övergick land och titel till ätten Bourbon-Dampierre, och sedan denna utslocknat till Beatrix Bourbon (död 1310), gift med Robert, greve av Clermont, Ludvig IX:s son. Deras son Louis I av Bourbon (död omkring 1342) som ärvde grevskapet, stammade alltså från det franska kungahuset.
Av Louis söner blev den äldre Pierre I av Bourbon (död 1357) stamfar för det hertigliga huset Bourbon, som utgick med Pierre II av Bourbon (död 1503). 
Från den yngre sonen Jean av Bourbon (död 1393) stammar övriga linjer av ätten Bourbon. Hans söner Jean (död 1393) och Jacques (död före 1417) blev stamfäder för linjerna Bourbon la Marche och Bourbon-Préaux, vilka dock dog ut redan med deras söner Jacques (död 1438) och Charles (död efter 1472). Från yngste brodern till Jacques Borbon de la Marche, Jean, härstammade linjen Carency (utdöd 1515) men även den snart utslocknade sidolinjen Bourbon-Duissant. En annan bror, Louis (död 1446), blev stamfar för den viktigaste grenen Bourdon-Vendôme.
Från den yngre sonson till honom, Louis (död omkring 1520), härstammade linjen Bourbon-dela Roche-sur-Yon, även kallad den yngre grenen Bourbon-Montpensier, då den genom gifte med den äldre linjen Bourbon-Monpensiers besittningen. Den sista personen av denna gren var Marie Bourbon (död 1627), gift med Gaston av Orléans.
En äldre bror till ovannämnde Louis Bourbon-de la Roche-sur-Yon var François Borbon-Vendôme (död 1495), farfar till de tre bröderna Anton av Bourbon, Charles av Bourbon och Louis I av Bourbon, den senare stamfar för huset Condé, vilken utslocknade 1830.
Genom sin yngre son Charles av Bourbon-Condé blev han även stamfar för den grevliga grenen Bourbon-Soissons (utdöd 1641) och genom sin sonsons son Armand (död 1666) för ätten Conti (utdöd 1814).
Det franska konungahuset Bourbon grundlades av Henrik IV av Frankrike. Ludvig XIII efterlämnade en yngre son Filip I av Orléans som blev stamfar för linjen Orléans. Karl X av Frankrike var far till Ludvig Anton, hertig av Angoulême och Karl Ferdinand, hertig av Berry, den senare blev i sitt äktenskap med Caroline av linjen Bourbon-Neapel far till Henrik, greve av Chambord som vid julirevolutionen övertog farfadern och farbroderns tronanspråk och kallade sig Henrik V. Linjen utslocknade med honom 1883.
Med Filip V, sonson till Ludvig XIV och bror till Louis av Bourgogne, uppstog 1700 en gren av ätten Bourbon på Spaniens tron, den spanska linjen av huset Bourbon. Dess stamfar Filip V måste avsäga sig alla arvsanspråk på franska kronan. Av hans söner blev Filip av Bourbon, hertig av Parma storhertig av Parma och grundare av linjen Bourbon-Parma. Karl III av Spanien blev far till Ferdinand I av Bägge Sicilierna som blev kung av Bägge Sicilierna och stamfar för den neapolitanska grenen. Gabriel Bourbon, Karl III:s yngre son blev stamfar för den yngre spanska grenen vilken ännu fortlever.
Enligt Ferdinand VII av Spaniens testamente besteg efter hans död dottern Isabella tronen. Hon gifte sig dock med sin kusin, Frans av Assisi även han tillhörande spanska grenen av huset bourbon, vars ättlingar ännu sitter på tronen i Spanien. En annan linje av huset Bourbon härstammande från Ferdinands bror Don Carlos, hertig av Molina har dock gjort anspråk på tronen. Grenen utslocknade i början av 1900-talet. Carlistgrupper har efter ättens utdöende i stället fört fram medlemmar ur linjen Bourbon-Neapel som tronpretendenter. Från den spanska linjen härstammar även linjen Bourbon y de Castellvi, vars stamfar är Enrique, hertig av Sevilla. Genom ett morganastiskt äktenskap 1867 berövades dock ätten sina tronanspråk.
Den yngsta linjen av huset Bourbon är ätten Orléans. Den härstammar från Filip I av Orléans. Genom sonen Filip II av Orléans nådde den stor makt, hans sonson var den berömde Philippe Égalité, vars son Ludvig Filip var fransk kung 1830-1848. Av hans barn ärvde Ferdinand Filip av Orléans hans tronanspråk och därefter dennes son Ludvig Filip. Efter greven av Chambords död 1883 övertog han även den äldre franska grenens arvsanspråk och hyllades av rojalisterna under namnet Filip VII. Ludvig Filip I av Frankrike hade även flera andra söner, av vilka Gaston av Orléans, greve av Eus ättlingar genom ett fördrag 1909 kommit att utgöra en egen ätt, Orléans-Bragança.
Förutom dessa märks flera bastardgrenar. En linje, Bourbon-Bussen som härstammar från en broder till den siste ättlingen av det hertigliga huset Bourbon har av vissa forskare förts fram som rättmätig innehavare av ättens tronanspråk.
Statsöverhuvuden från ätten idag är Felipe VI av Spanien och Henri, storhertig av Luxemburg.